# Karl Gerstein

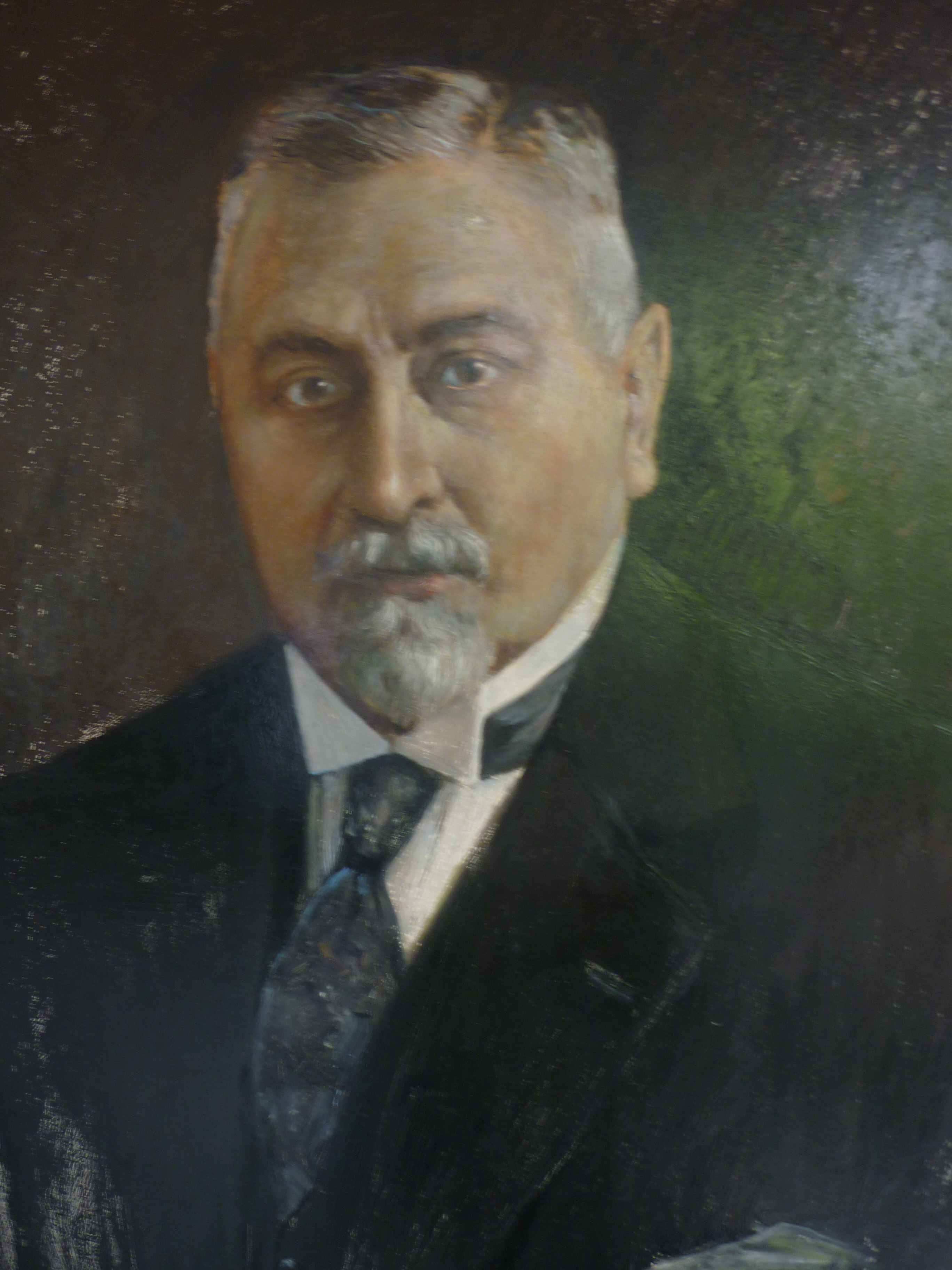
Portraitgemälde

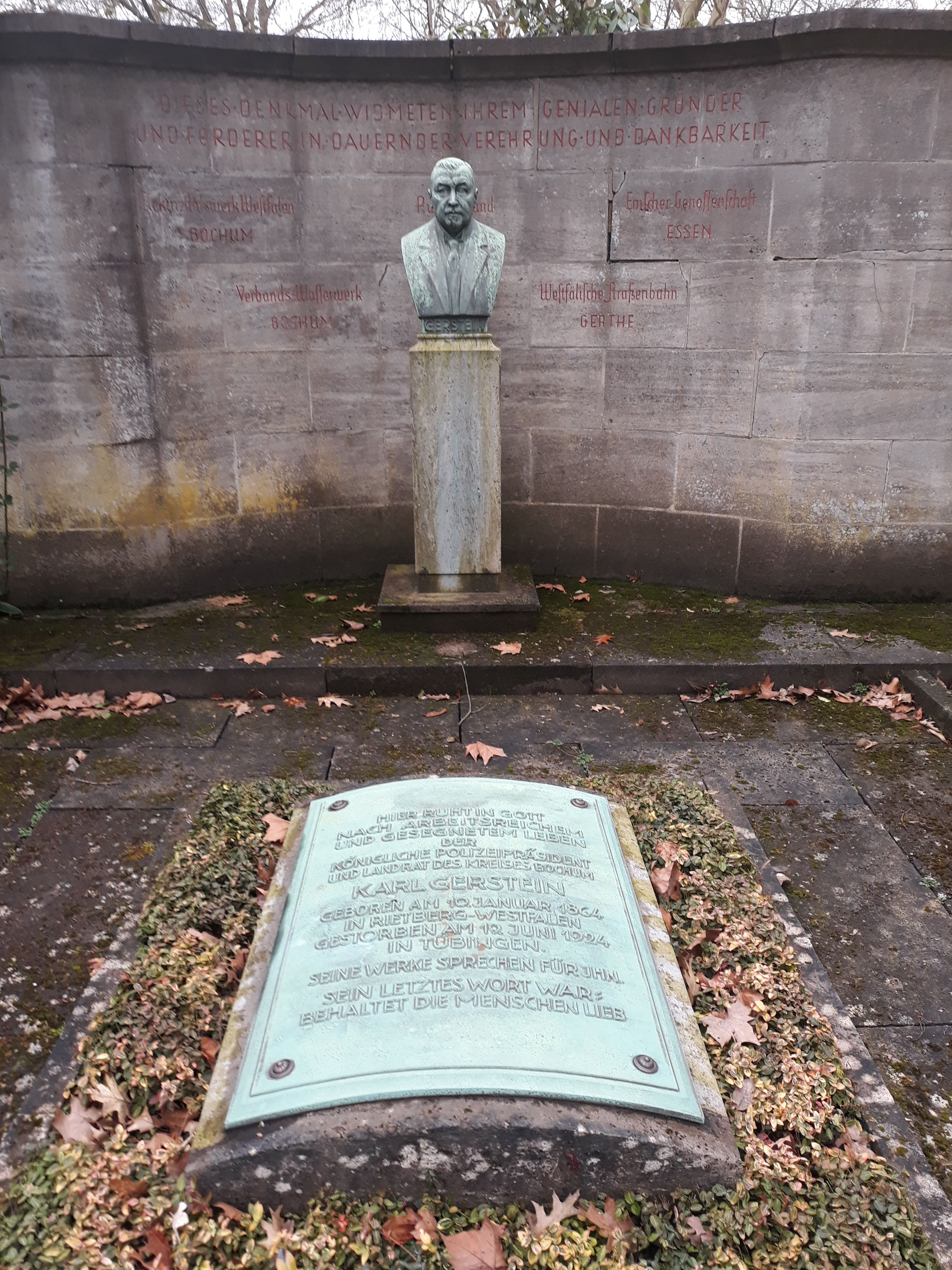
Das Grab von Karl Gerstein mit Porträtbüste auf dem Blumenfriedhof Bochum.

Karl Gerstein (* 10. Januar 1864 in Rietberg; † 19. Juni 1924 in Tübingen) war ein deutscher Jurist, Verwaltungsbeamter, nationalliberaler Kommunalpolitiker und Wirtschafts-Manager in der Wasser- und Elektrizitätsversorgung.

## Leben und Wirken

### Herkunft und Ausbildung
Karl Gerstein entstammt der renommierten westfälischen Familie Gerstein, die in Justiz, Verwaltung, Politik und Wirtschaft immer wieder leitende Positionen besetzt hat. Zu dieser Familie gehören unter anderem auch Ludwig Gerstein und Kurt Gerstein.
Karl Gerstein wurde 1864 in Rietberg in der preußischen Provinz Westfalen geboren. Sein Vater Ludwig Friedrich Gerstein war Kreisrichter in Rietberg und Rheda sowie Landgerichtsrat in Dortmund. Nach der Schulausbildung am Archigymnasium Soest studierte Karl Gerstein Jura an der Universität Tübingen, an der Universität Leipzig und an der Friedrich-Wilhelms-Universität Berlin. Für sein Studium erhielt er ein Stipendium der Ludwig-Stiftung, die der Aus- und Weiterbildung der Familie Gerstein diente.

### Tätigkeit in Justiz, Verwaltung und Politik
Nach dem Studium schlug Gerstein – kurzzeitig unterbrochen 1884/1885 durch den Militärdienst – die Laufbahn eines Justizbeamten ein, wurde 1888 Gerichtsreferendar und 1893 Gerichtsassessor am Dortmunder Gewerbegericht. Nach einem Wechsel zur Bezirksregierung Arnsberg wurde er im Jahr 1897 Justitiar und 1898 Regierungsassessor.
Von 1900 bis zu seinem Eintritt in den Ruhestand 1919 war Gerstein Landrat und Leiter der kommunalen Verwaltung des Landratsamts des Landkreises Bochum. Als Landrat war Gerstein Mitglied des Provinziallandtags der Provinz Westfalen.
Ab 1909 nahm er neben dem Amt des Landrats auch die Funktion des Polizeidirektors bzw. des Polizeipräsidenten in Bochum wahr. Außerdem war er während des Ersten Weltkriegs von 1915 bis 1917 Präsident der Zivilverwaltung der von Deutschland besetzen belgischen Provinz Brabant-Brüssel.

### Tätigkeit in der Versorgungswirtschaft
Neben seinen Funktionen in Politik und Verwaltung machte sich Gerstein als Begründer und Leiter verschiedener kommunaler Unternehmen und Verbände im Bereich der Versorgungswirtschaft verdient:
Durch seine Funktion als Leiter des wasserwirtschaftlichen Dezernates bei der Regierung Arnsberg und als Mitglied des Wasserbeirats für die Provinz Westfalen kam Gerstein mit Fragen der Wasserversorgungswirtschaft in Berührung. Auf eine gemeinsame Initiative von Karl Gerstein und dem Essener Oberbürgermeister Erich Zweigert schlossen sich 1900 Vertreter der Gemeinden und der Industrie entlang der Emscher zur Emschergenossenschaft zusammen, um die zunehmende Einleitung von Abwasser in den Fluss zu regulieren. Kurze Zeit später wurde Gerstein auch Vorsitzender der Genossenschaft. Weiterhin trieb er als Vorsitzender des Ruhrverbands und des Ruhrtalsperrenvereins die Nutzung der Ruhr für die Trinkwasserversorgung des Ruhrgebietes voran. In ähnlicher Funktion wirkte er als Vorsitzender des Verbands-Wasserwerks Bochum und als Vorstandsmitglied des Vereins zur Bekämpfung der Volkskrankheiten im Ruhrkohlengebiet.
Neben der Wasserversorgung trieb Gerstein auch die Elektrifizierung des östlichen Ruhrgebiets voran. Er entwickelte einen kommunalen Zweckverband für die Elektrizitätsversorgung, aus dem sich 1906 die Elektrizitätswerk Westfalen Aktiengesellschaft entwickelte, dessen Aufsichtsratsvorsitzender Gerstein ab 1909 war. Als Stromlieferanten warb Gerstein unter anderem verschiedene Zechen an, die über eigene Kraftwerke mit Reservekapazitäten verfügten, die in das kommunale Netz eingespeist werden konnten. Des Weiteren initiierte er den Bau neuer Kraftwerke, unter anderem zur Versorgung des Münsterlands eines an der Lippe bei Werne, das später ihm zu Ehren "Gersteinwerk" getauft wurde.
Mit dem Ausbau der elektrischen Netze machte sich Gerstein auch für Aufbau der elektrischen Straßenbahn im Kreis Bochum stark; unter der neu gegründeten Westfälischen Straßenbahn GmbH entstand ein interkommunales Netz zwischen Bochum und Herne, das später mit dem Netz der Bochum-Gelsenkirchener Straßenbahnen AG vereinigt wurde.
Nachdem Gerstein 1919 als Beamter in den Ruhestand getreten war, zog er nach Essen und widmete sich ganz der Verbands- und Vereinstätigkeit. Er starb 1924 in Tübingen. Seine letzten Worte waren „Behaltet die Menschen lieb“. Seine letzte Ruhe fand er in einem repräsentativen Grabmal auf dem Blumenfriedhof in Bochum. Dieses steht unter Denkmalschutz und ist ein Ehrengrab der Stadt Bochum.

## Ehrungen

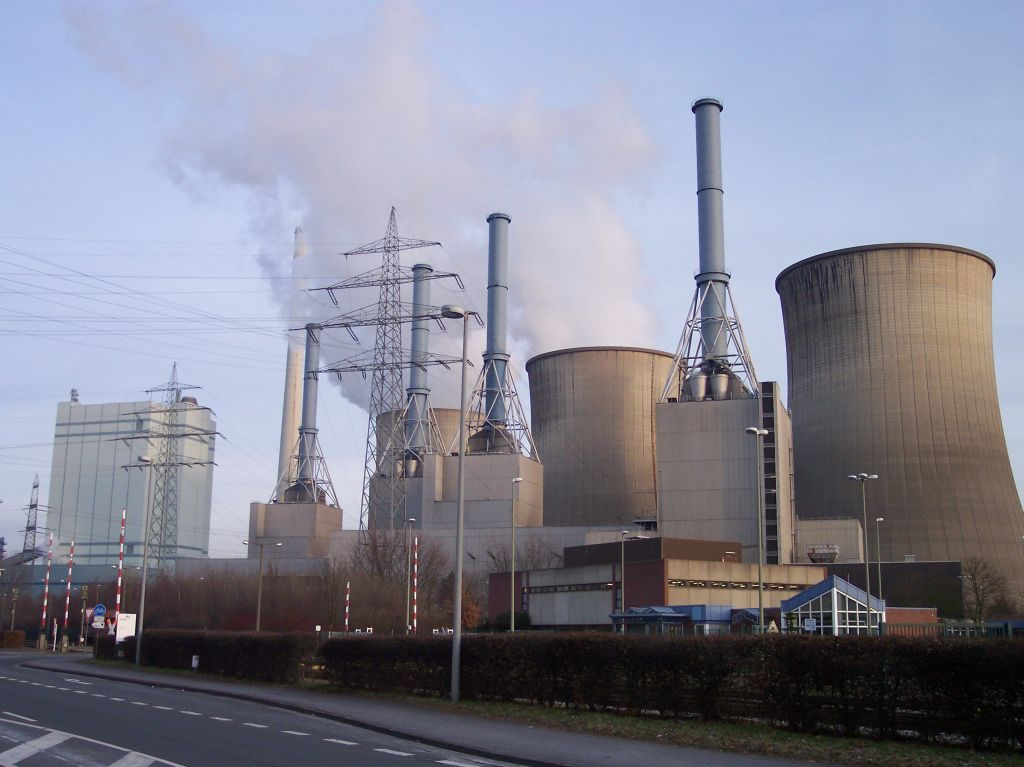
Das Gersteinwerk in Werne

Zu Lebzeiten erhielt Gerstein verschiedene militärische und zivile Orden und Auszeichnungen, darunter die Landwehrdienstauszeichnung I. Klasse, das Eiserne Kreuz II. Klasse, den Kronenorden III. Klasse und den Roten Adlerorden III. Klasse mit Schleife und Krone.
Das Gersteinwerk, ein ab 1913 erbautes Großkraftwerk der Elektrizitätswerk Westfalen AG in Werne, dessen Bau maßgeblich auf die Initiative von Karl Gerstein zurückging, wurde nach ihm benannt – ebenso die Karl-Gerstein-Straße in Werne und der Gersteinring in Bochum. Der Ruhrschnellweg hieß auf der Strecke zwischen Bergstraße und dem Friedhof Grumme zwischen 1929 und 1961 Gersteinring.